# Mount Gillmore
Gillmore är ett berg i Antarktis. Det ligger i Västantarktis. Argentina, Chile och Storbritannien gör anspråk på området. Toppen på Gillmore är 1 322 meter över havet, eller 25 meter över den omgivande terrängen. Bredden vid basen är 0,82 km.
Terrängen runt Gillmore är kuperad åt nordost, men åt sydväst är den bergig. Trakten är obefolkad. Det finns inga samhällen i närheten.